# Sara Bergmark Elfgren
Sara Jenny Maria Bergmark Elfgren, född Bergmark 13 mars 1980 i Stockholm, är en svensk författare, manusförfattare och dramatiker.  

## Biografi

### Författare
Sara Bergmark Elfgren bokdebuterade med ungdomsfantasyromanen Cirkeln, som hon skrev tillsammans med Mats Strandberg, 2011. Boken var en av de Augustprisnominerade böckerna i ungdomsbokskategorin 2011 och var första delen i Engelsforstrilogin. Böckerna har översatts till 25 språk. Seriealbumet Berättelser från Engelsfors utgör ett slags del 2,5.  
Hösten 2015 debuterade hon som bilderboksförfattare med Just nu har vi varandra, som illustrerades av Maria Fröhlich. Boken fick två uppföljare: Nu leker vi! och Jag är inte sjuk!.
Sara Bergmark Elfgren har tillsammans med tecknaren Karl Johnsson skapat serieromanen Vei – bok 1 som kom ut 2017, en episk fantasyberättelse inspirerad av nordisk mytologi. Den andra och sista delen – Vei – bok 2 – kom ut i april 2019. Serien gick först som följetong i tidningen Utopi, men omarbetades i grunden innan den gavs ut i bokform.
Hösten 2017 gav hon ut Norra Latin, sin första roman som hon skrivit på egen hand. Romanen nominerades till Nordiska rådets barn- och ungdomslitteraturpris 2018. Norra Latin vann Stora ljudbokspriset 2018 i kategorin Ungdom med Nina Zanjani som inläsare. Hösten 2021 gav hon ut Grim, som är en fristående roman i samma universum som Norra Latin.

### Manusförfattare och dramatiker
Sara Bergmark Elfgren skapade och var showrunner på poddserien De dödas röster, en fiktiv dokumentär om mordet på Jessica Lundh. Serien, som hade premiär sommaren 2016, var först ut i satsningen P3 Serie och producerades av Sveriges Radio Drama. Den nominerades till Prix Europa 2016.
Sara Bergmark Elfgren skrev manuset till Cirkeln (film) tillsammans med filmens regissör Levan Akin. Filmen hade premiär på Berlins Internationella Filmfestival 2015. Hon har även skrivit manus till kortfilmerna Vi finns kvar (2019), First Like (2016), Flicka försvinner (2012) och Orangeriet (2012).
Våren 2019 debuterade hon som dramatiker för scen med pjäsen Oscar Liljas försvinnande på Malmö Stadsteater i regi av Sara Cronberg. Kort därefter hade hennes dramatisering av Selma Lagerlöfs Bortbytingen premiär på Elverket, Dramaten, i regi av Tobias Theorell.
I april 2019 släpptes spelet Ghost Giant, producerat av Zoink Games för PlayStation VR. Sara Bergmark Elfgren var spelets manusförfattare.

### Övrigt
2012 var Sara Bergmark Elfgren sommarpratare i P1.
Hon använder ofta Sara B. Elfgren som namn i utländska sammanhang.

## Priser och utmärkelser
- 2011 – Bokjuryn, kategori 14–19 år
- 2011 – Stora läsarpriset
- 2011 – Bokbloggarnas litteraturpris
- 2012 – Bokjuryn, kategori 14–19 år
- 2012 – Stora läsarpriset
- 2018 – Stora ljudbokspriset